# 圣胡安德亚斯纳尔法拉切
圣胡安德亚斯纳尔法拉切，是西班牙安达卢西亚自治区塞维利亚省的一个市镇。总面积4平方公里，总人口1934人（001年），人口密度4835人/平方公里。